# Comitatul Zapata, Texas
Comitatul Zapata (Zapata County) este unul din comitatului statului Texas, SUA. Sediul comitatului este orașul omonim, Zapata.

## Date geografice
Comitatul se află în sudul statului Texas, fiind mărginit la sud-vest de granița cu Mexicul. Comitatul se întinde pe suprafață de 2.740 km², din care 159 km² este apă. In sensul acelor de ceasornic, Zapata County se învecinează cu următoarele comitate
- Comitatul Webb  (la nord)
- Comitatul Jim Hogg  (la est)
- Comitatul Starr  (la sud-est)
- Nueva Ciudad Guerrero, din statul mexican Tamaulipas, Mexic  (la vest)

## Orașe
- Lopeno
- San Ygnacio
- Zapata